# Adenocarpus complicatus tenoreanus
Adenocarpus complicatus subsp. tenoreanus (Brullo, Gangale e Uzunov) Peruzzi & Bernardo, 2010 è una pianta appartenente alla famiglia delle Fabacee (tribù Genisteae), endemica della Calabria.
L'epiteto specifico è un omaggio al botanico napoletano Michele Tenore (1780-1861).